# Wilfriede Hribar
Wilfriede Hribar (* 7. August 1944 in Telfs) ist eine österreichische Politikerin.

## Leben und Wirken
Wilfriede Hribar wurde am 7. August 1944 in Telfs geboren. Sie ist von Beruf Angestellte und lebt in Telfs.

## Politik
Wilfriede Hribar gründete 1974 die Ortsgruppe Telfs der ÖVP-Frauenbewegung, wurde Bezirksleiterin und Landesleiterin der Frauenbewegung Tirol sowie Vorstandsmitglied des Katholischen Familienverbandes Tirol. Von 1974 bis 1989 war sie im Telfer Gemeinderat, davon von 1986 bis 1989 Vizebürgermeisterin. Sie war damit die erste Vizebürgermeisterin Tirols.
Sie wurde erstmals 1989 als ÖVP-Abgeordnete in den Tiroler Landtag gewählt. Dort war sie Mitglied im Fremdenverkehrsausschuss, im Ausschuss für Kunst, Kultur und Schule sowie im Ausschuss für Familie, Jugend und Sport und ab 1991 auch im Tourismusausschuss. Von 1994 bis 2003 war sie Mitglied in den Ausschüssen für Soziales und Gesundheit, für Föderalismus und Europäische Integration, für Familie und Jugend und Obfrau im Ausschuss für Kunst, Kultur, Schule und Sport.

## Auszeichnungen
- 2011: Ehrenbürgerin von Telfs, sie war damit die erste weibliche Ehrenbürgerin von Telfs.[3]
- 2011: Petrus Canisius Orden in Gold[5]